# Return on Management
Der Begriff Return on Management (ROM, deutsch Rendite des Managementeinsatzes) bezeichnet ein Modell zur Messung der Rendite der von einem Manager in einem Unternehmen eingesetzten Zeit und Aufmerksamkeit. Wie der Return on Equity und der Return on Assets misst der ROM den Ertrag einer Investition aus einer beschränkten Ressource. Er wird vor allem verwendet zur Selbststeuerung einer Führungskraft.

## Formel
Der Return on Management ist definiert als:
ROM = Produktive Energie einer Organisation / Management Zeit und Aufmerksamkeit

## Interpretation
Der ROM beschreibt, wie gut es einem Manager gelingt, seine beiden Ressourcen Zeit und Aufmerksamkeit optimal zu verwenden. Im Gegensatz zu den verwandten ökonomischen Kennzahlen ist der ROM dabei keine quantitative Kennzahl, sondern ein qualitatives Maß. Der ROM ist umso größer, je größer der Zähler (vgl. Bruchrechnung) und je kleiner der Nenner sind.